# Stará Huta
Stará Huta – wieś (obec) na Słowacji położona w kraju bańskobystrzyckim, w powiecie Detva. Pierwsze wzmianki o miejscowości pochodzą z roku 1350. 
Według danych z dnia 31 grudnia 2012, wieś zamieszkiwało 326 osób, w tym 169 kobiet i 157 mężczyzn.
W 2001 roku pod względem narodowości i przynależności etnicznej 99,74% mieszkańców stanowili Słowacy.
Ze względu na wyznawaną religię struktura mieszkańców kształtowała się w 2001 roku następująco:
- Katolicy rzymscy – 93,75%
- Grekokatolicy – 0,26%
- Ewangelicy – 3,13%
- Ateiści – 1,04%
- Nie podano – 0,26%